# Квартейра (річка)
Квартейра, або Куартейра (порт. Quarteira) — невелика річка в португальському регіоні Алгарве. Річка починається в місці злиття двох приток трохи на північ від села Падерне. Притоки — Алте і Алгібр.

## Опис
Квартейра — одна з ряду малих річок в центральній Алгарві, які складають водну екосистему, відому як система Керенса — Сільвеш.

### Пам'ятки
Неджалеко від початку (злиття приток) річка проходить через село Падерне, а потім звивається у петлею навколо пагорба, увінчаного залишками мавританського замку Падерне. Нижче замку — залишки двох водяних млинів. Перший — Acudes do Castelo, що знаходиться на північно-західній долині нижче замку, а другий водяний млин називається Alfarrobeiro і знаходиться на південь від замку. Поруч з цим водяним млином стоїть міст, побудований римлянами. Римський міст розташований на скелястому півострівному вигині і мав стратегічне значення для римлян, оскільки контролював давньоримську дорогу Via Lusitanorum.

## Галерея

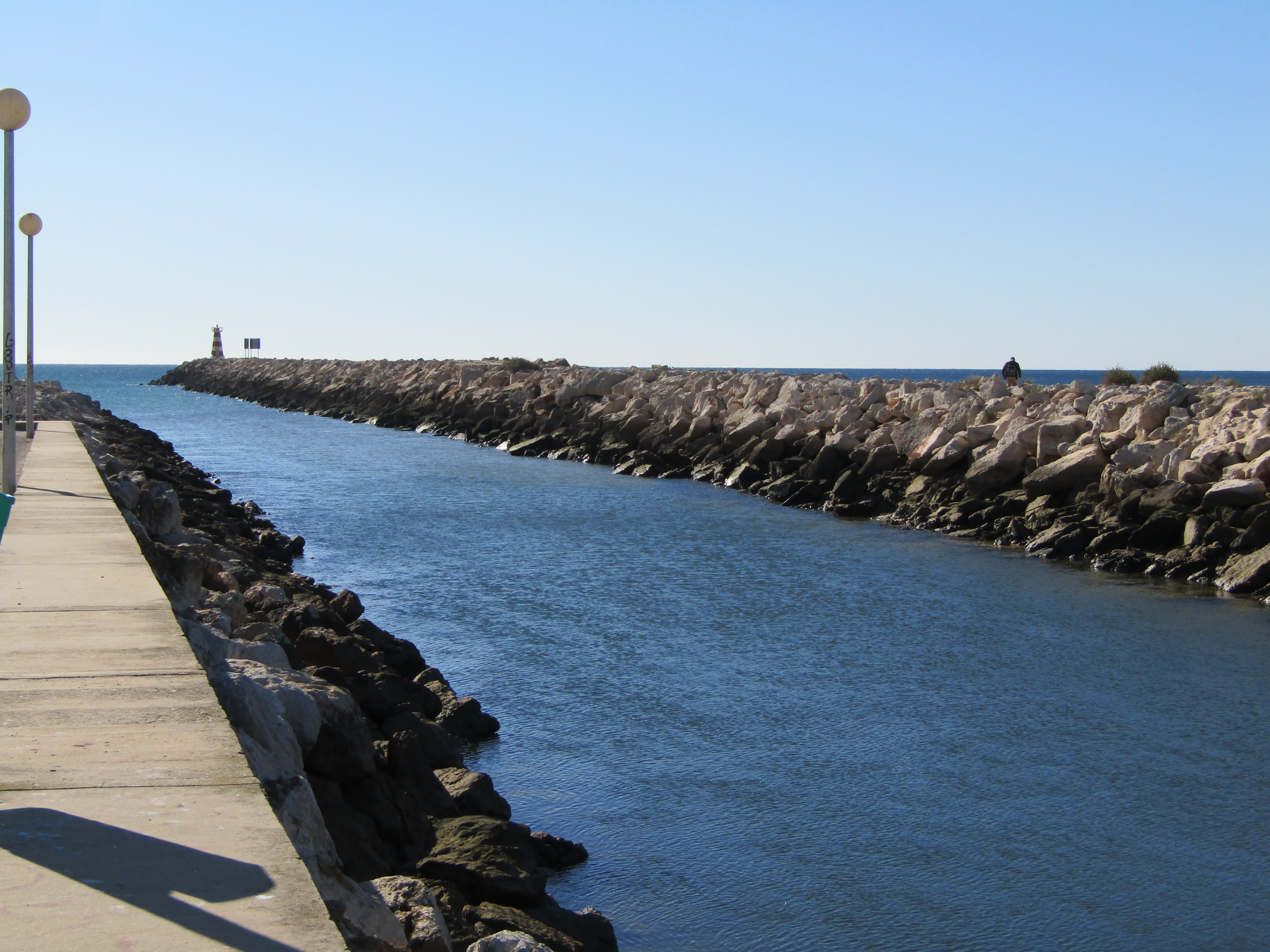
Впадіння Квартейри в Атлантичний океан.
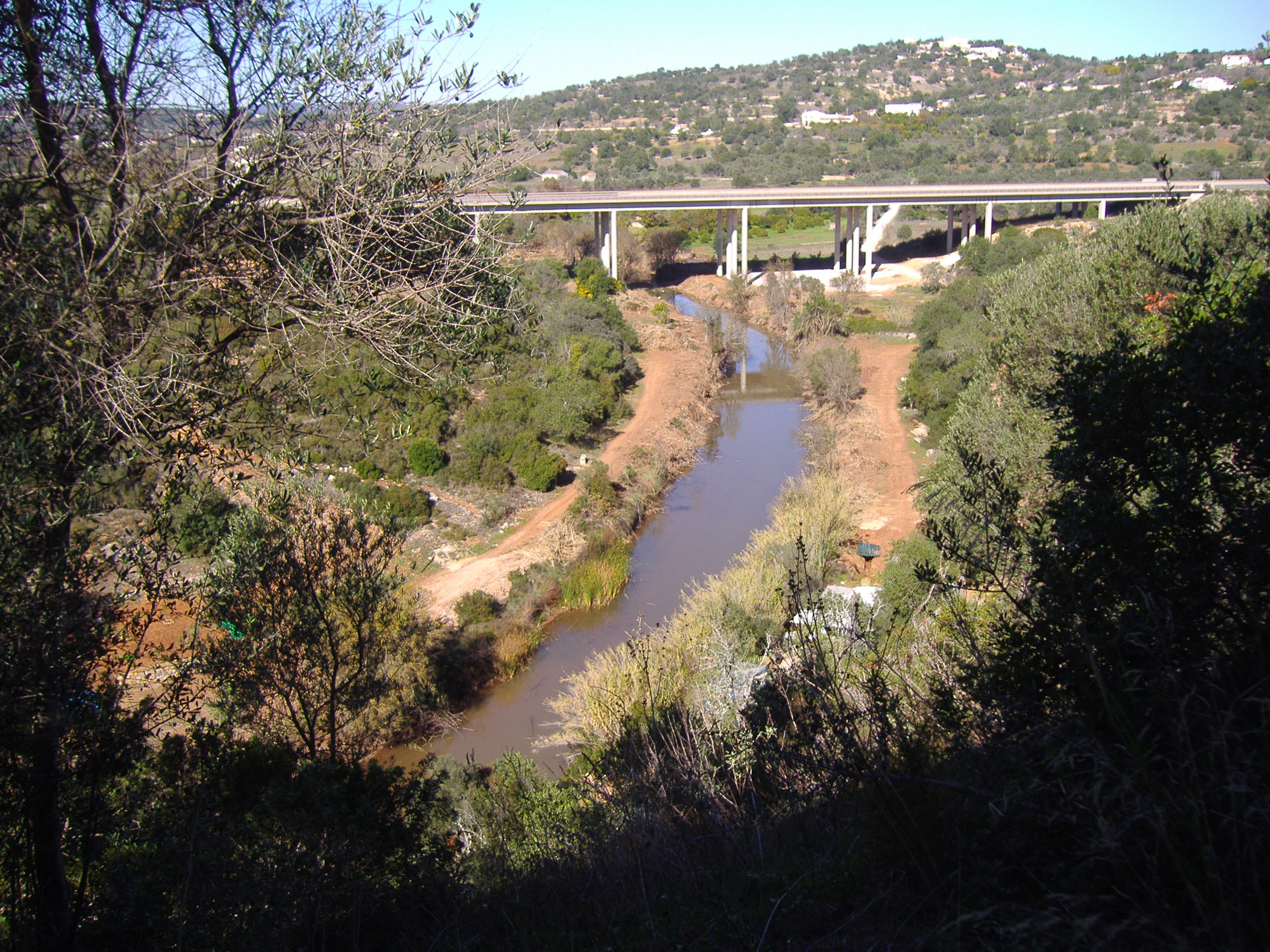
Річка проходить по-під дорогою.
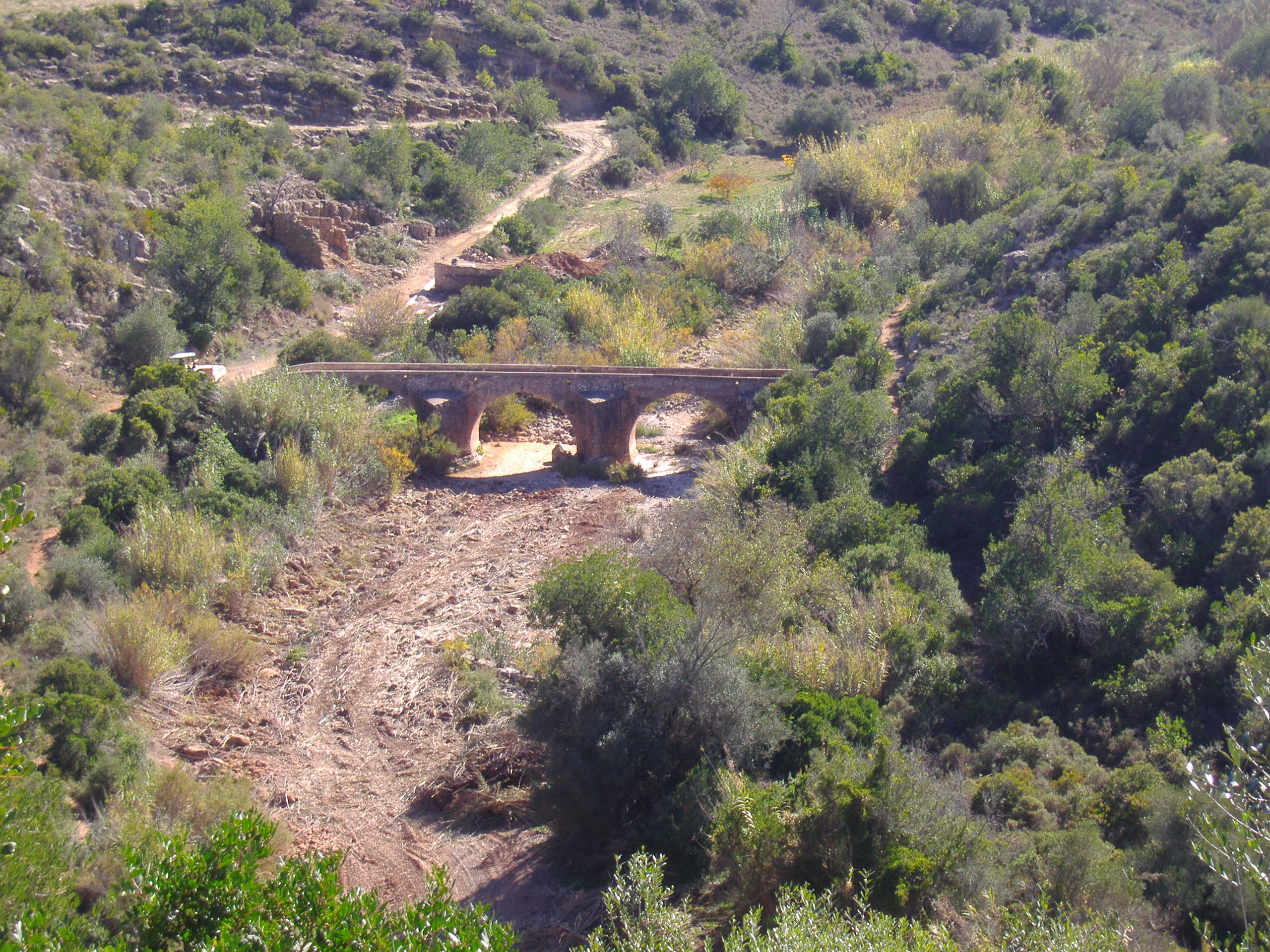
Римський міст біля Замку Падерне
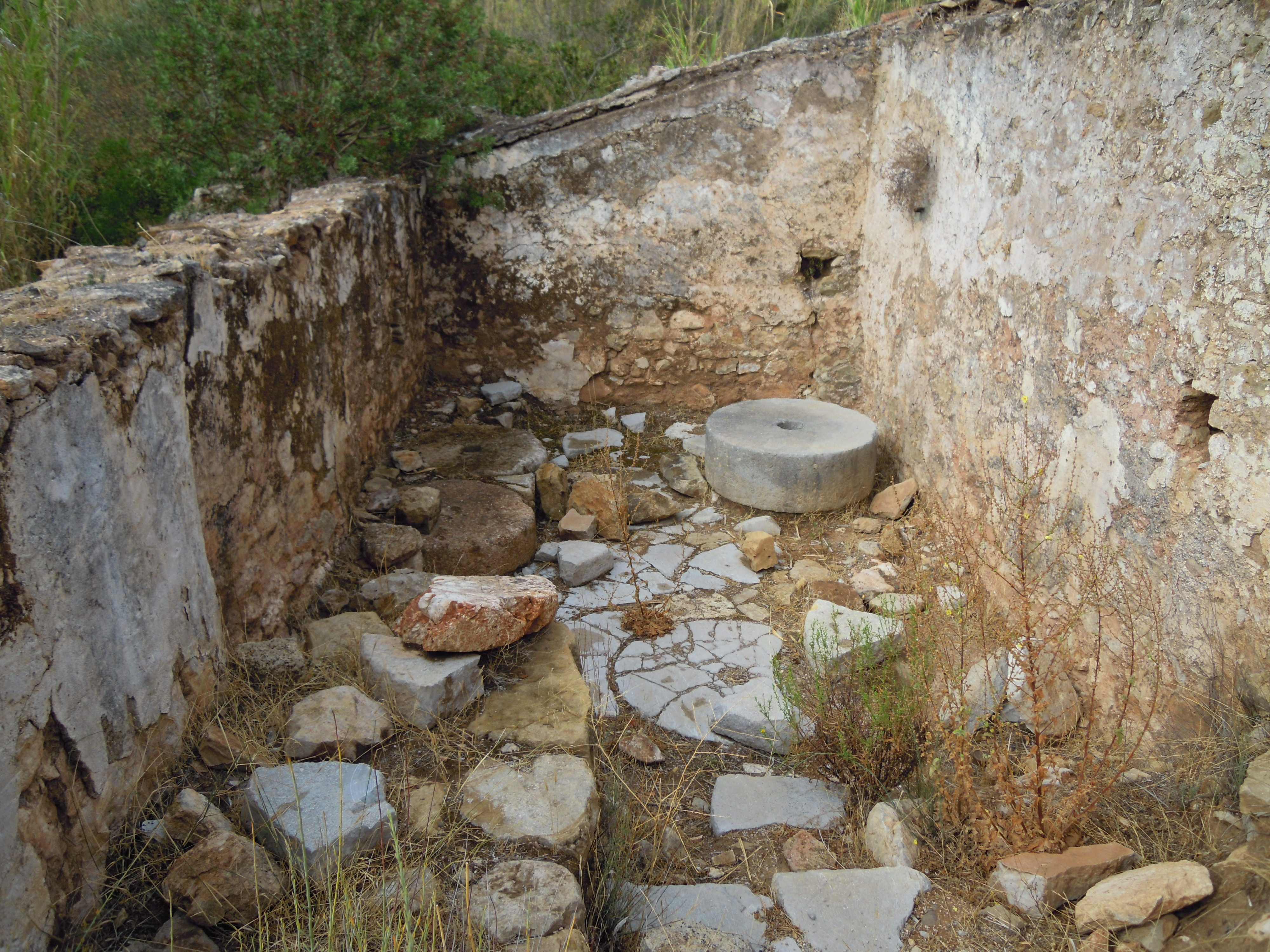
Млин Alfarrobeira
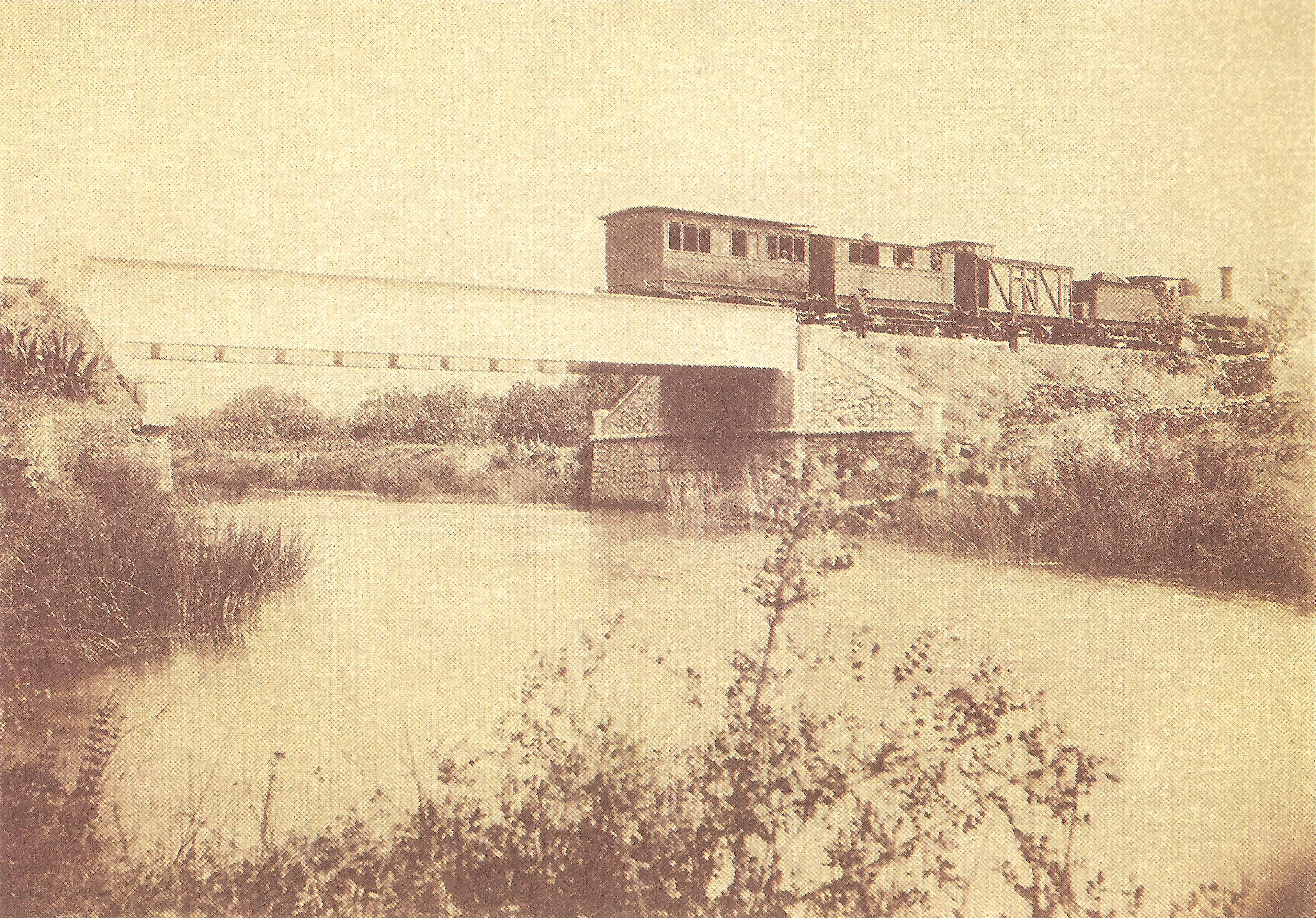
Стара фотографія залізничного моста
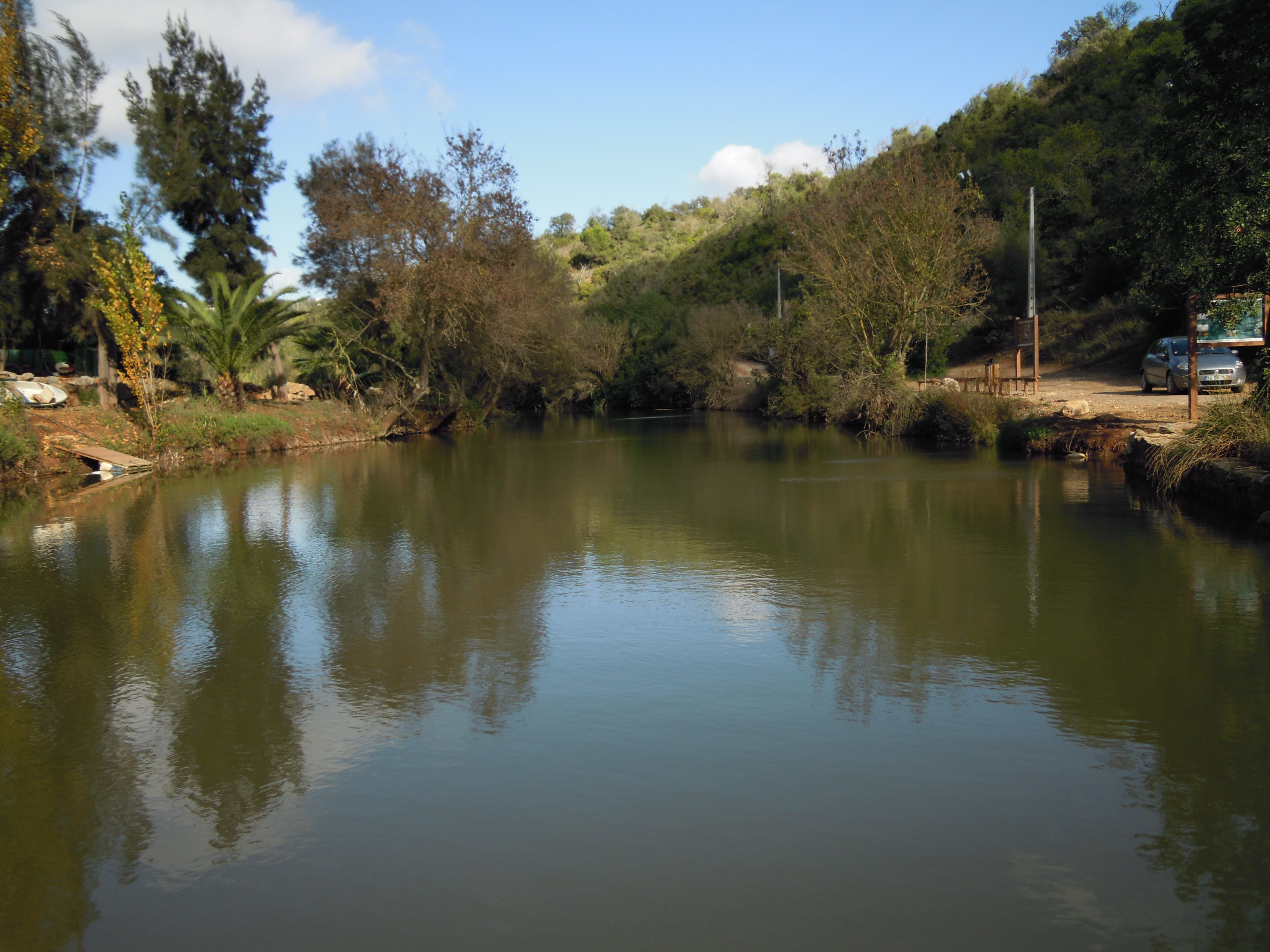
Річка Квартейра біля одного з млинів